# Rend Collective
Rend Collective Experiment, también conocido simplemente como Rend Collective, es un grupo cristiano de folk rock y experimental de Irlanda del Norte formado por Chris Llewellyn (voz, guitarra y ukelele), Gareth Gilkeson (batería y percusión), Ali Gilkeson (teclado y coros), Steve Mitchell (bajo y piano), Wil Pearce (guitarra eléctrica, mandolina, banjo y coros) y Thomas Ewing (guitarra eléctrica, mandolina, armónica y violín).

## Discografía

### Álbumes
| Year | Album | Peak chart positions | Peak chart positions | Peak chart positions | Peak chart positions | Peak chart positions | Peak chart positions | Peak chart positions | Sales           |
| Year | Album | UK                   | UK C&G               | AUS                  | CAN                  | US                   | US Christ.           | US Heat.             | Sales           |
| ---- | --- | -------------------- | -------------------- | -------------------- | -------------------- | -------------------- | -------------------- | -------------------- | --------------- |
| 2010 | Organic Family Hymnal (como Rend Collective Experiment) - Publicación: 28 de septiembre de 2010 - Discográfica: Kingsway - Formatos: CD, descarga digital          | —                    | —                    | —                    | —                    | —                    | 47                   | —                    | - EEUU: 428,000 |
| 2012 | Homemade Worship by Handmade People (como Rend Collective Experiment) - Publicación: 10 de enero de 2012 - Discográfica: Kingsway - Formatos: CD, descarga digital | —                    | 6                    | —                    | —                    | —                    | 23                   | 14                   |                 |
| 2013 | Campfire - Publicación: 28 de enero de 2013 - Discográfica: Independiente - Formatos: CD, descarga digital                                                         | —                    | 1                    | —                    | —                    | 97                   | 7                    | —                    |                 |
| 2014 | The Art of Celebration - Publicación: 17 de marzo de 2014 - Discográfica: Integrity Media - Formatos: CD, descarga digital                                         | 28                   | 1                    | —                    | —                    | 13                   | 1                    | —                    | - EEUU: 75,000  |
| 2014 | Campfire Christmas, Vol. 1 - Publicación: 17 de noviembre de 2014 - Discográfica: Rend Family Records/Capitol/Sparrow - Formatos: CD, LP, descarga digital         | —                    | 1                    | —                    | —                    | 61                   | 4                    | —                    |                 |
| 2015 | As Family We Go - Publicación: 21 de agosto de 2015 - Discográfica: Rend Family Records/Capitol/Sparrow - Formatos: CD, LP, descarga digital                       | 19                   | 1                    | —                    | 21                   | 33                   | 1                    | —                    |                 |
| 2016 | Campfire II: Simplicity - Publicación: 7 de octubre de 2016 - Discográfica: Rend Family Records/Sparrow - Formatos: CD, descarga digital                           | —                    | 1                    | —                    | —                    | 99                   | 3                    | —                    |                 |
| 2018 | Good News - Publicación: 19 de enero de 2018 - Discográfica: Rend Family Records/Sparrow - Formatos: CD, LP, descarga digital                                      | 85                   | 1                    | 97                   | 51                   | 70                   | 1                    | —                    |                 |
| 2019 | Sparkle. Pop. Rampage. (como Rend Co. Kids) - Publicación: 30 de agosto de 2019 - Discográfica: Rend Family Records - Formatos: CD, descarga digital               | —                    | 3                    | —                    | —                    | —                    | —                    | —                    |                 |
| 2020 | Choose to Worship - Publicación: 27 de marzo de 2020 - Discográfica: Rend Family Records/Capitol CMG - Formatos: CD, LP, descarga digital                          | —                    | 1                    | —                    | —                    | —                    | 3                    | —                    |                 |
| 2020 | A Jolly Irish Christmas (Vol. 2) - Publicación: 23 de octubre de 2020 - Discográfica: Rend Family Records - Formatos: CD, descarga digital                         | —                    | 2                    | —                    | —                    | —                    | —                    | —                    |                 |
| 2022 | Whosoever - Publicación: 26 de agosto de 2022 - Discográfica: Rend Family Records/Capital CMG/Sparrow Records - Formatos: CD, descarga digital                     |                      |                      |                      |                      |                      |                      |                      |                 |

### Sencillos
| Año  | Título                                            | Posiciones en listas musicales | Posiciones en listas musicales | Posiciones en listas musicales | Certificaciones | Álbum                               |
| Año  | Título                                            | US Christ.                     | US Christ. Airplay             | US Christ. AC                  | Certificaciones | Álbum                               |
| ---- | ------------------------------------------------- | ------------------------------ | ------------------------------ | ------------------------------ | --------------- | ----------------------------------- |
| 2012 | "Second Chance" (como Rend Collective Experiment) | 24                             | 24                             | —                              |                 | Homemade Worship by Handmade People |
| 2013 | "Build Your Kingdom Here"                         | 12                             | 12                             | 19                             |                 | Homemade Worship by Handmade People |
| 2014 | "My Lighthouse"                                   | 17                             | 22                             | 24                             | - RIAA: Platino | The Art of Celebration              |
| 2015 | "You Will Never Run"                              | 19                             | 18                             | 21                             |                 | As Family We Go                     |
| 2016 | "Joy of the Lord"                                 | 25                             | 21                             | 20                             |                 | As Family We Go                     |
| 2016 | "Every Giant Will Fall"                           | —                              | 40                             | —                              |                 | As Family We Go                     |
| 2017 | "Rescuer (Good News)"                             | 15                             | 9                              | 20                             |                 | Good News                           |
| 2018 | "Counting Every Blessing"                         | 8                              | 4                              | 6                              |                 | Good News                           |
| 2019 | "Your Name Is Power"                              | 13                             | 7                              | 8                              |                 | Choose to Worship                   |
| 2019 | "Revival Anthem"                                  | 50                             | —                              | —                              |                 | Choose to Worship                   |
| 2020 | "Sing It from the Shackles"                       | —                              | —                              | —                              |                 | Choose to Worship                   |
| 2020 | "I Choose to Worship"                             | 44                             | 37                             | —                              |                 | Choose to Worship                   |
| 2020 | "This Is the Saviour's Day"                       | —                              | —                              | —                              |                 | A Jolly Irish Christmas (Vol. 2)    |
| 2020 | "I Want a Hippopotamus for Christmas"             | —                              | —                              | —                              |                 | Sin álbum                           |
| 2020 | "My Advocate"                                     | —                              | 34                             | —                              |                 | Choose to Worship                   |
| 2021 | "Year of Victory"                                 | —                              | —                              | —                              |                 | Sin álbum                           |